# Julus subalpinus
Julus subalpinus är en mångfotingart som beskrevs av Hans Lohmander 1936. Julus subalpinus ingår i släktet Julus och familjen kejsardubbelfotingar. Inga underarter finns listade i Catalogue of Life.